# Royal Avenue

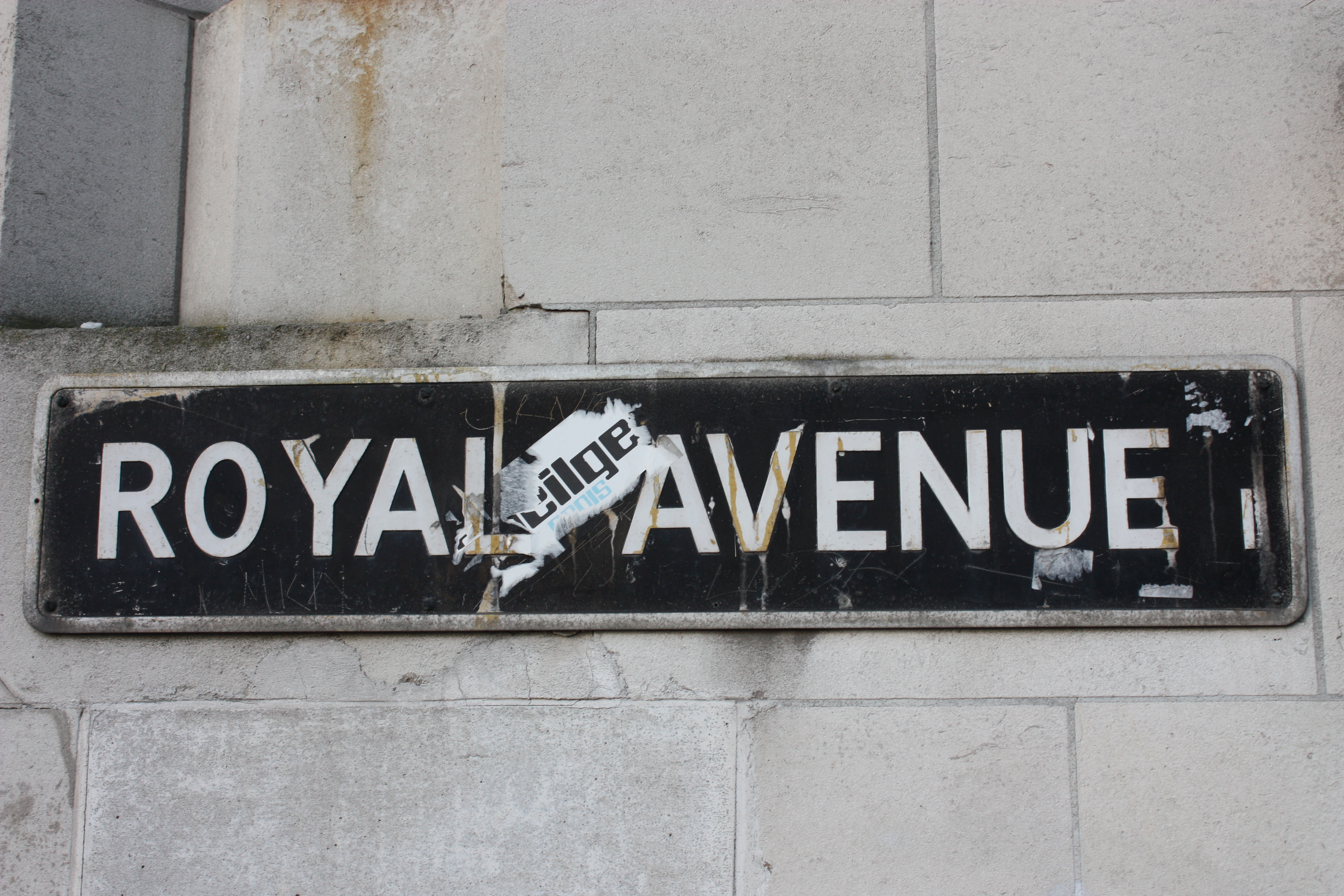
Targa di Royal Avenue

Royal Avenue è una strada di Belfast, in Irlanda del Nord. Si trova nel Cathedral Quarter, nel cuore della città. È stata un'importante via dello shopping sin dal suo inizio nel 1881. Il Grand Central Hotel, l'hotel più prestigioso di Belfast, si trovava in Royal Avenue. Costruito nel 1893, è stato utilizzato come caserma dell'esercito britannico dal 1972 fino all'inizio degli anni '80. È stato demolito e sostituito da una parte del Westfield CastleCourt, un complesso commerciale, alla fine degli anni '80.

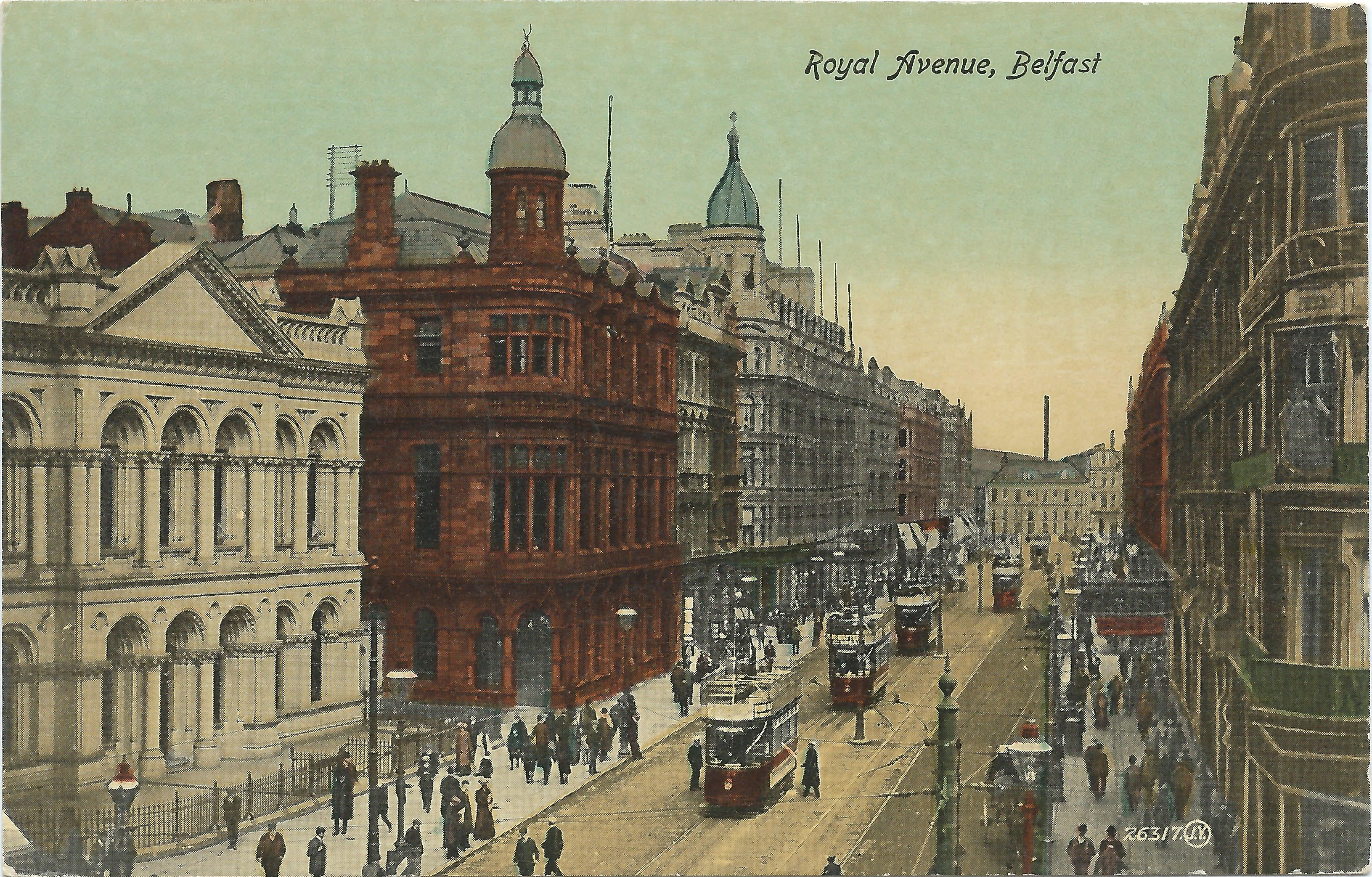
Royal Avenue come appariva prima della prima guerra mondiale in una cartolina d'epoca
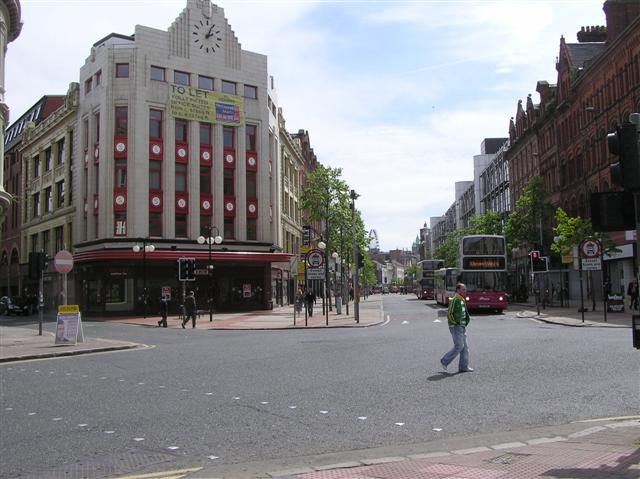
Tratto di Royal Avenue
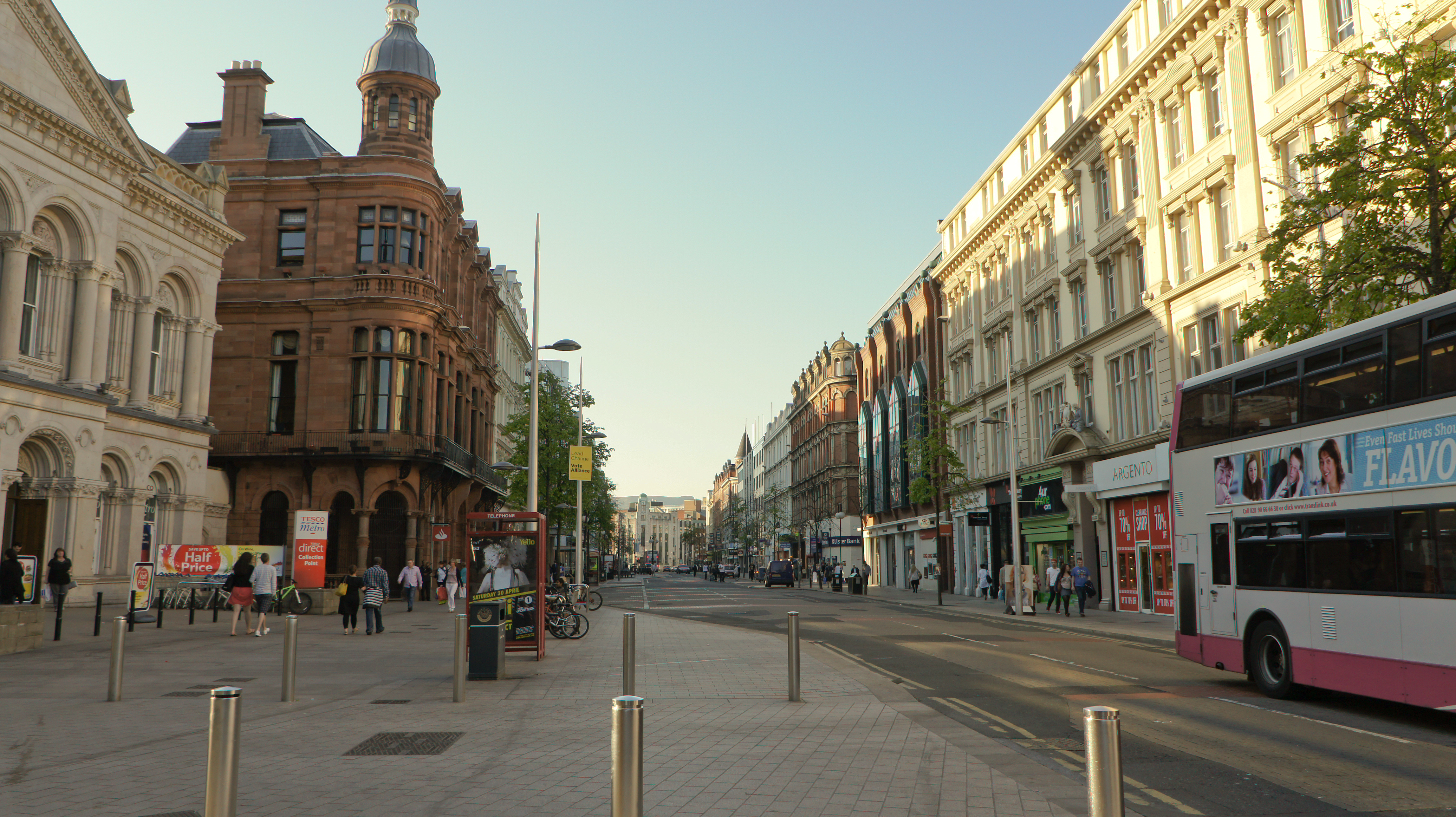
Edifici edoardini su Royal Avenue, dalla sua estremità inferiore nel 2011.
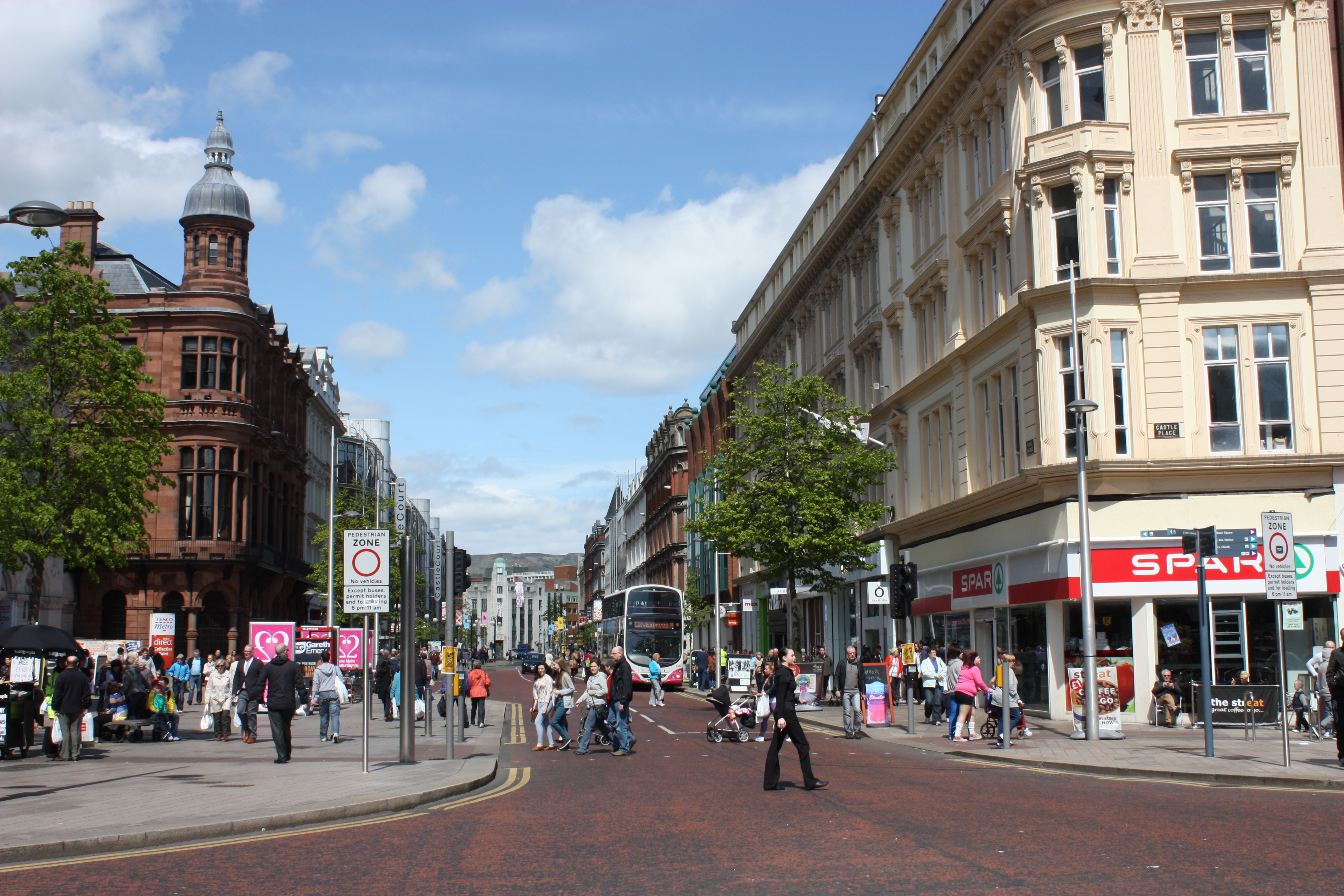
Royal Avenue (vista dall'incrocio con Castle Street, Donegall Place e Castle Place)
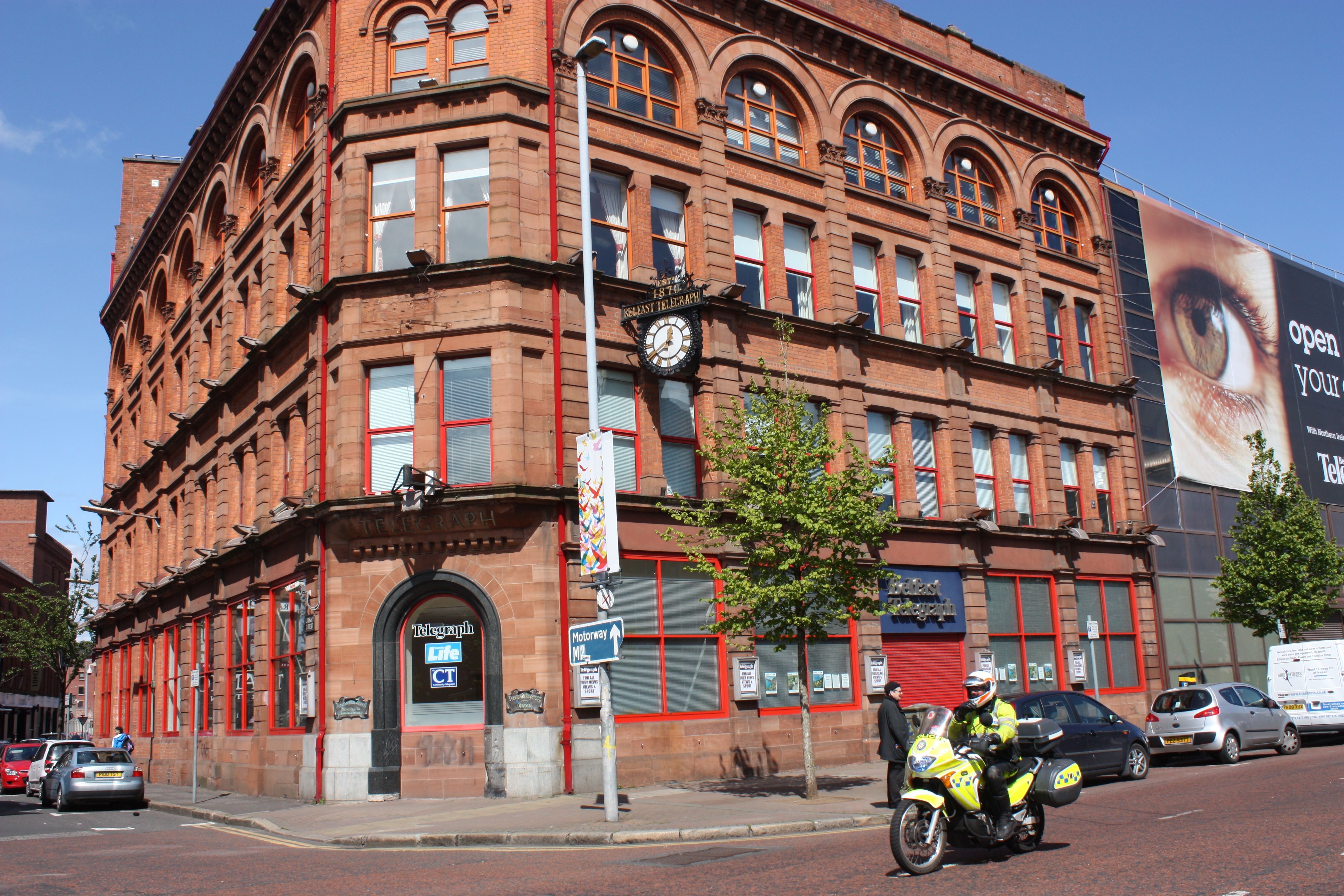
Uffici di Belfast Telegraph
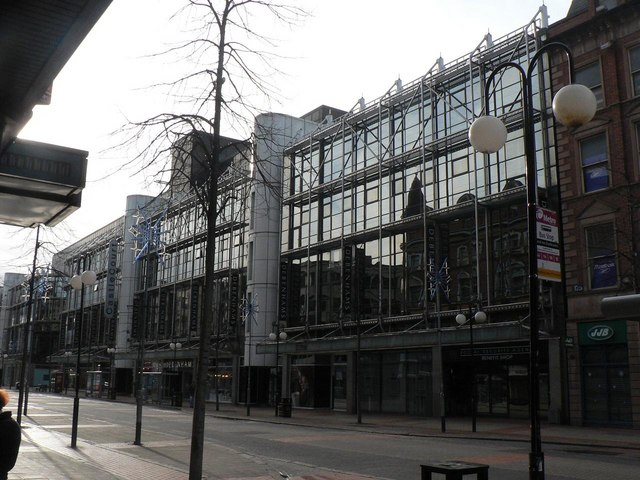
Centro commerciale CastleCourt